# Ритон (дует)
 Тази статия е за българската музикална група.  За съда вижте Ритон.  
„Ритон“ е български поп дует, известен с песните „Джалма“, „Елате ни на гости“, „Накъдето ми видят очите“, „Някога, но не сега“, „Дон Кихот и Дулсинея“, „Изповед“, „Послеслов“, „Болка от любов“, „Сърце зад 3 врати“, „Прегърни ме“ и много други.

## История
Историята на дует „Ритон“ започва през 1975 г. когато Катя Михайлова и Здравко Желязков следват. Първите изяви като дует са във вариететните програми на елитните заведения, в курортните комплекси по Черноморието и в София, в периода 1977 – 1979 г. Двамата са възпитаници на Естрадния отдел в Българската държавна консерватория – завършват през 1977 г. Дуетът съществува под името „Студио 2“ от 1977 (през 1978 г. двамата работят в Полша и участват в международната концертна програма „Мелодия друзей“ в СССР). Първите песни за „Ритон“ пише Любен Цветков, който е ръководител на студентската група „Тонус“, в която дебютират, а по-голяма популярност им донася „Трябва да чакаш“ (м. 3орница Попова). В следващите няколко години дуетът се утвърждава чрез изпълнението на редица шлагери (по това време активно сътрудничи с Иван Кутиков), участва в концертни и телевизионни програми в Русия (седем пъти), ГДР, Румъния, Чехословакия, Унгария, Югославия, Сирия, Кипър, Гърция; представя песни на конкурса „Песни за морето, Бургас и неговите трудови хора“, фестивала „Златният Орфей“ (два пъти участва в рецитали на български изпълнители). През 1983 г. участва на международния конкурс „Песни за морето“ в Рощок, ГДР и му носи трета награда на журито и втора награда на публиката. През 1985 г. „Ритон“ представя БНР на Гала концерта „Осем песни в студиото“ в Хавана, Куба (трета награда). Песните, които дуетът представя на радиоконкурса „Пролет“, печелят: ІІ награда – „Южният вятър“ (1984) (м. Иван Пеев), ІІІ награда – „Сезонът любов“ (1984) (м. Янко Миладинов), І награда – „Изповед“ (1987) (м. Иван Пеев). Песента „Накъдето ми видят очите“ е обявена за Мелодия на годината през 1990 г. Концертните изяви на дуета са съпровождани от група „Аеробик“ от 1986 г., с които правят 7 турнета в СССР, ГДР, Румъния, Чехословакия, Унгария, Сърбия, Сирия, Кипър и Гърция. По това време се запознават с младия Филип Киркоров, като му помагат, давайки му инструменталите на свои песни. В средата на 1990-е сътрудничат с Александър Кипров, Дени Драганов и Чочо Владовски, тяхната песен „Огън и дим“ печели Голямата награда „Златният Орфей“ през 1997 г. и ІІ награда на „Интерфест“ в Македония. Същата година песента „Пиратски кораб“ получава І награда на „Бургас и морето“. Често са канени от приятелите си Алла Пугачова и Филип Киркоров в Русия, където продължават да се радват на голяма популярност. През 1998 г. получават специалната награда от Съюза на музикалните дейци на „Златният Орфей“ за песента „С приятели е по-добре“. През 2001 г. „Ритон“ са избрани за „Дует на годината“ в класацията на „Мело ТВ Мания“. Дует „Ритон“ са първите поп изпълнители, които издават DVD: в единия диск са включени най-хубавите им видеоклипове, а в другия са подбрани концертни записи. През 2005 г. вземат участие в юбилея на композитора Кирил Икономов и пеят песента му „Дайте шанс“, а в края на 2007 г. отпразнуват своя 30-годишен юбилей на сцената с голям концерт в зала 1 на НДК и двойния албум „Две звезди“.
Дуетът е пял песни по музика на Зорница Попова, Тончо Русев, Морис Аладжем, Найден Андреев, Асен Драгнев, Атанас Косев, Александър Йосифов, Иван Пеев, Митко Щерев, Максим Дунаевски, Иван Калчинов, Иван Кутиков, Мария Ганева, Чавдар Селвелиев, Чочо Владовски, Александър Кипров, Дени Драганов, Горан Йекнич, Илия Ангелов, Ани Пешева и текстове на Евтим Евтимов, Михаил Белчев, Найден Вълчев, Ваньо Вълчев, Петър Караангов, Йордан Янков, Недялко Йорданов, Живко Колев, Димитър Ценов, Матей Стоянов, Надежда Захариева, Банко Банов, Захари Петров, Орлин Орлинов, Димитър Точев, Богомил Гудев, Борислав Мирчев, Венци Мартинов, Анджи, Сашка Александрова, Влади Априлов, Георги Начев. Аранжори са били Иван Кутиков, Емил Бояджиев, Румен Бояджиев, Мага, Константин Цеков, Иван Лечев, Борис Чакъров, Развигор Попов, Алекс Нушев.
Дует „Ритон“ е изнесъл над 2500 концерта в България и чужбина.

## Дискография

### Малки плочи
- 1980 – „Вокален дует Ритон“[2]
(SP, Балкантон – ВТК 3599)
- 1985 – „Песни от Любен Цветков“[3]
(SP, Балкантон – ВТК 3837)
- 1985 – „Дует Ритон“ [4]
(SP, Балкантон – ВТК 3863)

### Студийни албуми

#### Дългосвирещи плочи
- 1983 – „Прегърни ме“[5]
(Балкантон – ВТА 10986)
- 1984 – „Дует Ритон“[6]
(Балкантон – ВТА 11287)
- 1986 – „Брак по любов“[7]
(Балкантон – ВТА 11722)
- 1987 – „Накъдето ми видят очите“[8]
(Балкантон – ВТА 12170)
- 2015 – „Пътят към твоето сърце“
- 2016 – „Ритон в ритъма латино“
- 2017 – „Златен Ритон“
(Орфей мюзик)

#### Аудиокасети
- 1984 – „Дует Ритон“[9]
(Балкантон – ВТМС 7089)

#### Компактдискове
- 1994 – „Джалма“
 (Riva Sound – RSCD 3020)
- 1998 – „Болка от любов“
(Ара Аудио-видео – ARA CD 170)
- 2001 – „Цяла нощ“
(Ара Аудио-видео – AРA CD 275)
- 2014 – „Пътят към твоето сърце“
- 2016 – „Ритон в ритъма латино“
- 2017 – „Златен Ритон“
(Орфей мюзик)
- 2024 – „Случва се нещо“
(Virginia Records – 3800225873192)

### Компилации
- 1993 – „Хитовете на дует Ритон“
(MC, Мега София)
- 1996 – „The Best“
(CD, Мега музика – 20 005)
- 2007 – „Две звезди“
(2 CD, StefKos Music – SM070635)

## Видеоалбуми
- 2000 – „Купете сърцата ни“ (VHS)
- 2004 – „Избрани видеоклипове“ (DVD)
- 2015 – „Пътят към твоето сърце“ (DVD)
- 2017 – „Златен Ритон“ (DVD, Орфей мюзик)

## Награди и отличия
- 1983 – 1-ва награда на публиката на конкурса „Menschen und Meer“, Рощок, ГДР
- 1983 – 2-ра награда на журито на конкурса „Menschen und Meer“, Рощок, ГДР
- 1984 – 2-ра награда на Пролетния конкурс на Националното радио
- 1985 – 1-ва награда на конкурс ОИРТ, Хавана
- 1985 – 2-ра награда на жури – „Шлагер фестивал“, Дрезден, ГДР
- 1986 – 3-та награда на жури – „International Festival of Arts“, Лимасол
- 1988 – Специална награда на журито за изпълнение на песента „Дон Кихот и Дулсинея“в конкурса „Мелодия на годината“
- 1988 – 1-ва награда на Пролетния конкурс на Националното радио
- 1989 – Голямата награда с песента „Накъдето ми видят очите“ – конкурс „Мелодия на годината“
- 1995 – 1-ва награда и специалната награда на в-к „Труд“ – фестивал „Сребърен ерос“
- 1996 – Две специални награди за песните „Сляпа неделя“ и „Минало несвършено“ – фестивал „Златния Орфей“
- 1996 – Награда за цялостно творчество на „Арт-рок център“
- 1997 – Голямата награда на журито – „Златния Орфей“
- 1997 – 1-ва награда на журито – конкурс „Бургас и морето“
- 1997 – 2-ра награда на фестивала „Еврофест“ в Скопие, Македония
- 1998 – 1-ва награда на журито – фестивал „Златния Орфей“
- 1998 – „Кристална лира“ за цялостно творчество от Съюза на музикалните дейци